# Esperanza, Ajalpan
Esperanza är en ort i Mexiko.   Den ligger i kommunen Ajalpan och delstaten Puebla, i den sydöstra delen av landet, 240 km öster om huvudstaden Mexico City. Esperanza ligger 2 193 meter över havet och antalet invånare är 579.
Terrängen runt Esperanza är kuperad åt sydväst, men åt nordost är den bergig. Runt Esperanza är det ganska tätbefolkat, med 144 invånare per kvadratkilometer. Närmaste större samhälle är Tecpantzacoalco, 1,8 km söder om Esperanza. I omgivningarna runt Esperanza växer i huvudsak städsegrön lövskog.